# Чернышёв, Борис Петрович
Бори́с Петро́вич Черныше́в или Чернышёв (6 августа 1906, Городищи, Московская губерния — 25 января 1969, Москва) — советский художник и скульптор.

## Биография
Родился в деревне д. Городищи Осеевской волости, в многодетной семье сельского учителя. После 1917 года вместе с братьями участвовал в обустройстве одной из первых сельскохозяйственных коммун. Окончив школу в 1925 году, участвовал в ликвидации неграмотности: был учителем, заведовал сельской избой-читальней. Тогда же начал рисовать.
С 1927 года учился живописи в Москве (ВХУТЕИН) у Льва Бруни, затем в Ленинграде, под руководством К. С. Петрова-Водкина. В 1931 году окончил Институт пролетарского изобразительного искусства.
В 1935—1941 годах работал в мастерской монументальной живописи при Академии архитектуры СССР у Льва Бруни и Владимира Фаворского. Работал художником-оформителем Люберецкого завода сельскохозяйственного машиностроения, участвовал в конкурсе проектов Дворца Советов, был среди художников, осуществлявших росписи в Центральном театре Красной Армии, выполнял росписи шлюзовых будок канала «Москва-Волга», интерьера административного корпуса ВСХВ, панно «Положение женщины в Советском Союзе» для Гострудпрофилактория, роспись фасада жилого дома по Оружейному переулку на тему «Дети». Преподавал в МАРХИ (1937—1941).
22 июля 1941 года художник был призван в армию. Обучался в Тесницких военных лагерях под Тулох, затем в Поволжье. Во всех местах расположения своей воинской части он занимается как оформительской работой, так и монументальными росписями стен и плафонов в казармах, клубах, домах культуры и на полигонах. Он делает множество портретных и пейзажных зарисовок карандашом и акварелью, пишет маслом, лепит из глины.
На фронт был направлен 6 марта 1943 года и в составе Западного фронта участвовал в боях в составе орудийного расчета до апреля 1945 года. В мае 1945 года 3-й Белорусский фронт был передислоцирован на восточное направление: армия переместилась в Забайкалье, а оттуда в Порт-Артур. В это время Чернышёв создает пейзажи Маньчжурии, когда армия делала пешие переходы в среднем по 60 километров в день по пустыне. В 1946 году был демобилизован и вернулся в Москву. За участие в военных действиях награждён Орденом СЛАВЫ 3 степени и медалями.
Вернувшись с войны, художник работал в Архитектурных мастерских Владимира Гельфрейха: принимал участие в качестве макетчика в проектировании здания МИД на Смоленской площади (архитекторы В. Г. Гельфрейх и М. А. Минкус) и Дворца культуры и науки в Варшаве (архитектор Л. В. Руднев).
В 1950-е годы под руководством Павла Корина выполнял композиции для оформления кольцевой станции метро «Комсомольская». С 1958 года член МОСХ. Преподавал в МГХИ (1958—1961).
К VI Всемирному фестивалю молодежи и студентов в Москве (1957) художником были созданы два мозаичных панно: «Юноша с Огненной земли» и «Девушка с Маркизских островов» из серии «Гости фестиваля в Москве» на здании Зеленого театра в ЦПКиО имени Горького.
К мозаикам, выполненным из естественного камня с применением рельефа, относят композицию «Москва» на фасаде дома № 43/2 по Ленинградскому проспекту в Москве и мозаику на пилястрах Дома пионеров на Миусской площади (улица Александра Невского, д. 4). В технике мозаики с применением естественной местной гальки была выполнена роспись холла пансионата Президиума Верховного Совета СССР в Крыму, турбазы ЦДСА в Кудепсте. Оба объекта создавались Чернышёвым совместно с художницей Т. А. Шиловской. Их творческий тандем начался в Москве с работы над панно «Искусство» во дворе жилого дома на улице Усиевича. На фасаде того же дома был установлен фрагмент мозаики «Тамара», созданный Чернышёвым в процессе работы над панно к проекту памятника М. Ю. Лермонтову.
В 1960-х годах делал мозаики для пансионата на Клязьминском водохранилище: «Мужество», «Грация» и «Юная», нашедшие место в экстерьере; «Весна», «Индия», «Дубовый листок» и «Композиция», а также — «Девушка с золотыми волосами», установленные в холлах отдельных корпусов и в зимнем саду пансионата.
Последняя работа художника — панно для московского кинотеатра «Первомайский».
Скончался 25 января 1969 года. Похоронен на родине — на сельском кладбище посёлка Свердловский (с. Городищи) Щёлковского района Московской области.
Работы Чернышёва находятся в собраниях российских музеев: Третьяковской галерее, Рязанском областном художественном музее имени И. П. Пожалостина, Нижнетагильском музее изобразительных искусств, Вятском художественном музее имени В. М. и А. М. Васнецовых и во многих других.

## Персональные выставки
- 1967 — первая персональная выставка Б. П. Чернышёва. Москва, выставочный зал МОСХ.
- 1981 — МОСХ.
- 1990 — МОСХ.
- 1993 — Выставка СХ СССР.
- 1999 — МОСХ.
- 1999 — Ярославский художественный музей.
- 1999 — Вологодская областная картинная галерея.
- 1999 — Тульский городской выставочный зал.
- 2000 — Тверская картинная галерея.
- 2001 — Ногинский городской выставочный зал.
- 2001 — Орехово-Зуевский городской выставочный зал.
- 2001 — Павлово-Посадский выставочный зал.
- 2002 — Музей «Новый Иерусалим».
- 2002 — Костромская муниципальная картинная галерея.
- 2002 — Пензенский областной художественный музей.
- 2006 — Галерея «Ковчег»[10].
- 2007 — персональная выставка в Третьяковской галерее[3].
- 2012 — Рязанский областной художественный музей[11].
- 2012 — Частная художественная галерея «2.36» Ю. Петухова[12].
- 2016 — Государственный музей «Царскосельская коллекция».
- 2017 — Выставочный Зал Музея А. С. Пушкина[13].